# Anfíbios
Os anfíbios (do grego αμφι, amphi ('ambos') e βιο, bio ('vida'), que significa «ambas vidas» ou «em ambos meios») constituem uma classe de animais vertebrados, ectotérmicos que não possuem bolsa amniótica agrupados na classe Amphibia. A característica mais marcante dos seres vivos da classe é o seu ciclo de vida dividido em duas fases: uma aquática e outra terrestre, apesar de haver exceções. Atualmente existem cerca de 8483 espécies vivas de anfíbios segundo a referência mundial de anfíbios, o site Amphibian Species of the World. Todos os anfíbios existentes (vivos) pertencem à subclasse monofilética Lissamphibia, com três ordens vivas: Anura (sapos e rãs), Urodela (salamandras) e Gymnophiona (cecílias).
Muitos pesquisadores acreditam que os anfíbios são indicadores ecológicos e nas últimas décadas tem havido um declínio das populações de anfíbios ao redor do globo. Muitas espécies estão ameaçadas ou extintas.

## Características dos Anfíbios Modernos
Uma série de características apontam o grupo dos anfíbios modernos como monofilético.
As larvas, também conhecidas como girino, vivem exclusivamente em ambiente aquático dulcícola. Os girinos se assemelham aos alevinos dos peixes, com presença de nadadeiras, sistema de linha lateral, brânquias e espiráculo. No entanto, a classe das Gymnophiona não apresentam fase larval, ou seja, as cobras-cegas já nascem como pequenos adultos.
A dependência da água dos anfíbios jovens é parcialmente perdida, e após a metamorfose completa, a maioria das espécies passa a viver em habitat terrestre, mas ainda são dependentes de ambiente aquático principalmente para reprodução. Apesar de pulmonados, os representantes dessa classe realizam respiração cutânea (trocas de gases através da pele), e para tanto necessitam de uma pele sempre umedecida.
Os anfíbios possuem glândulas de veneno, ou glândulas glanulares, que são espalhadas por todo o corpo e em maior tamanho na cabeça e patas (glândula parotóide), ou seja, todos os anfíbios são venenosos, no entanto, na maioria das espécies esse veneno é prejudicial somente para os seus predadores naturais. Além disso, o veneno da glândula paratóide é eliminado apenas quando esta é pressionada. O manuseamento de anfíbios é normalmente segura, sendo necessário somente a limpeza do local que teve contato com o animal. Além das glândulas glanulares, os anfíbios possuem glândulas mucosas por todo o corpo, especialmente importantes para a respiração cutânea.
No ouvido interno, esses animais apresentam duas papilas sensoriais para audição de sons acima 1000 Hz, a papilla basilaris, e audição de frequências abaixo de 1000 Hz, a papilla amphibiorum. A presença das papilas é importante para os anuros porque são animais que se comunicam principalmente por vocalização, no entanto, essas estruturas são redundantes para salamandras e cecílias.
Os anfíbios são os únicos vertebrados que apresentam dentes pedicelados. Esses dentes são formados por uma base alongada (pedicelo) fixa ao maxilar e uma coroa que se projeta acima da gengiva. Quando as coroas se desgastam, elas se libertam do pedicelo e são substituídas por uma nova coroa que cresce dentro do pedicelo.
Os anuros e as salamandras são os únicos vertebrados capazes de levantar e abaixar os olhos. O músculo levator bulbi tem como função levantar os olhos na hora da alimentação, especialmente porque quando estão retraídos ficam inseridos na cavidade bucal.

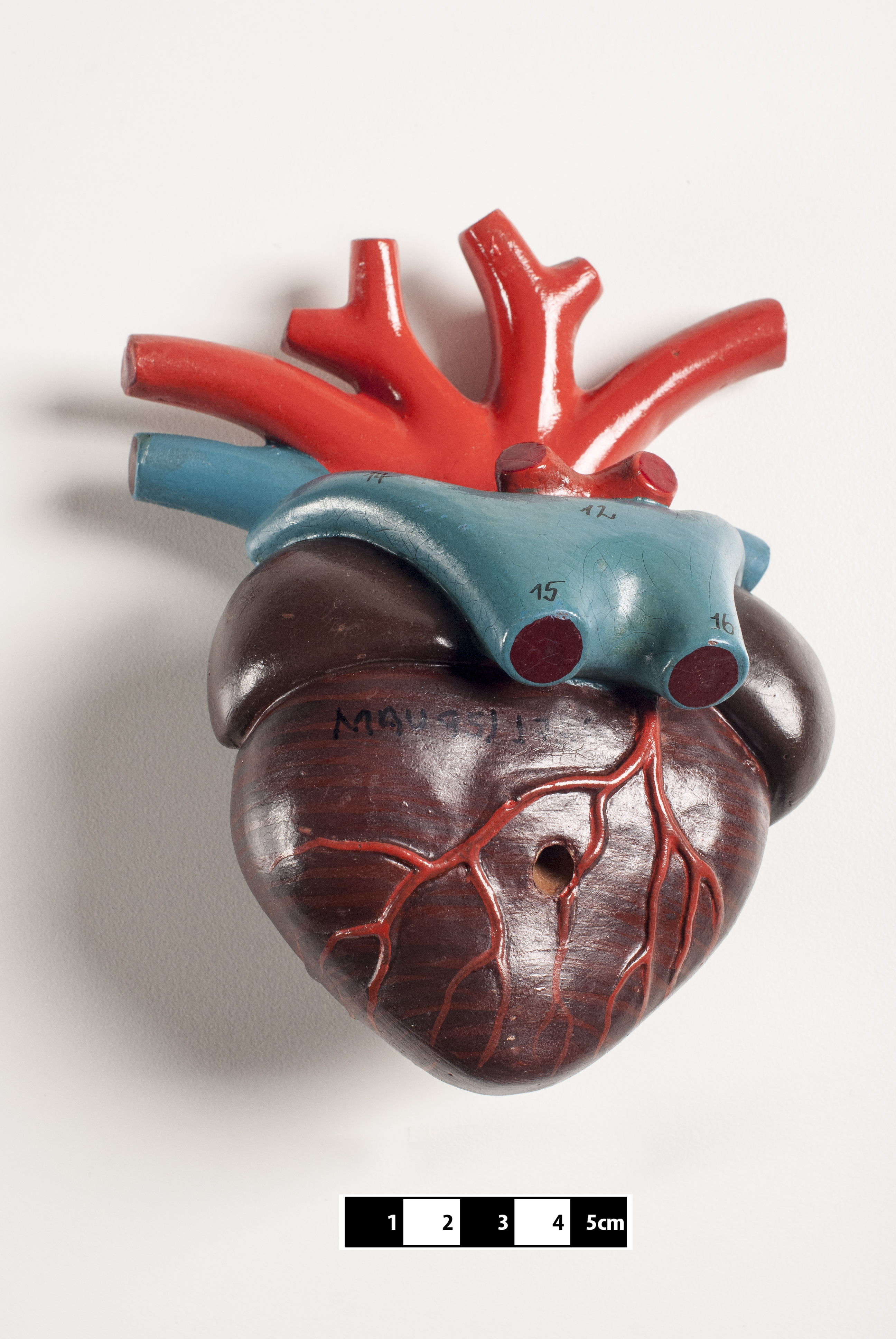
Modelo didático do coração de um anfíbio.

## Evolução dos anfíbios

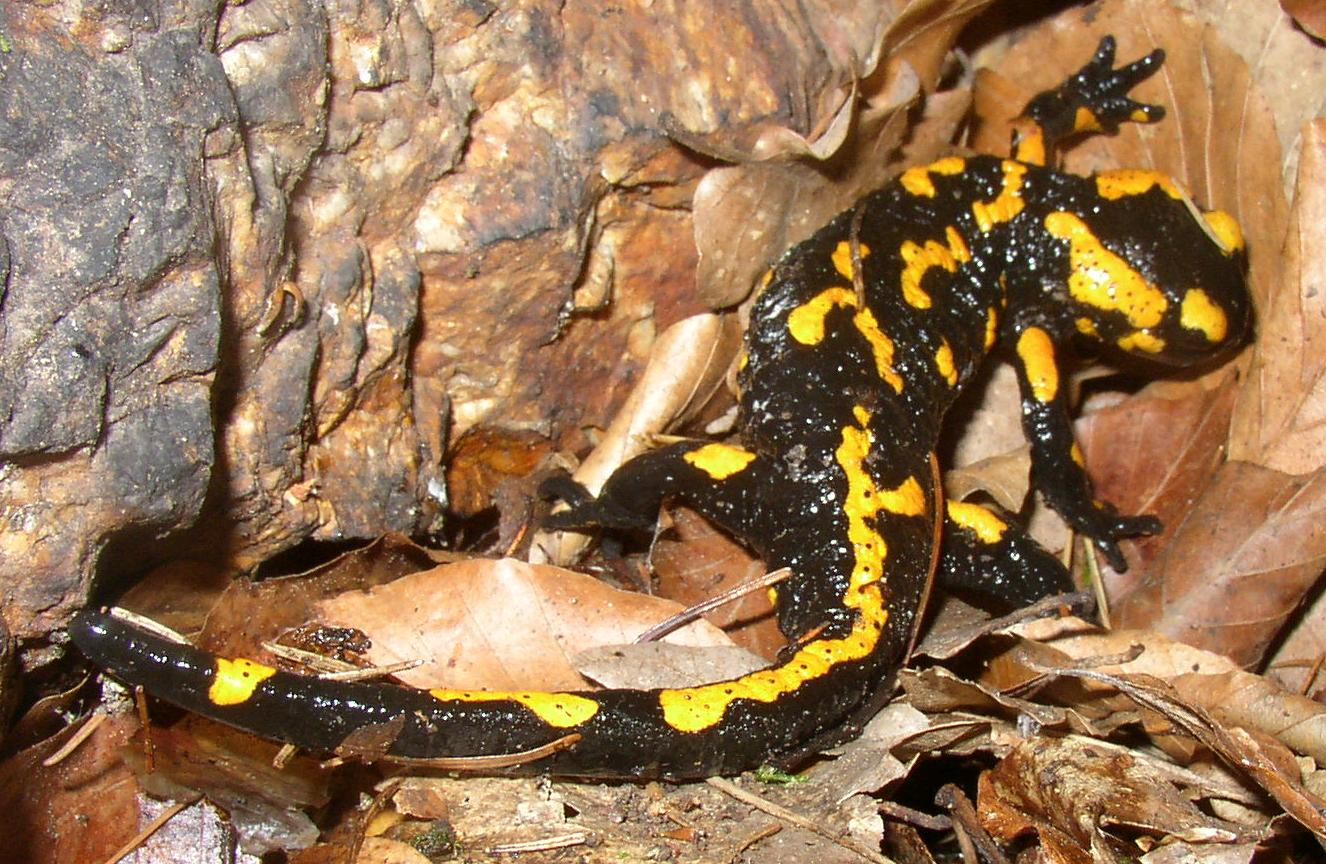
Salamandra salamandra

Os primeiros anfíbios surgiram no Período Devoniano e eram os principais predadores terrestres dos períodos Carbonífero e Permiano, mas muitas linhagens foram extintas durante a extinção do Permiano-Triássico. Um grupo, o Metoposauridae, permaneceu como importante predador durante o Período Triássico, no entanto, devido à crescentes secas por todo o mundo durante o Jurássico Inferior, determinadas linhagens foram extintas, incluindo a maioria dos Temnospondyli, como o Koolasuchus, e as ordens modernas de lissanfíbios.
Estudos de fósseis sugerem que o grupo tenha evoluído a partir dos peixes pulmonados de nadadeira lobada, tal como o Tiktaalik e servido de ancestral para os répteis, além de serem os primeiros vertebrados em habitat terrestre. Em relação aos peixes (seus antecessores) os anfíbios possuem menor dependência da água, contudo ainda não representam seres verdadeiramente terrestres, tendo a necessidade de viver em locais úmidos mesmo quando adultos.

## Classificação
O termo Amphibia, como era utilizado na sistemática clássica, tinha status de classe e abrangia todos os tetrápodes que estivessem entre os peixes e os répteis. Schoch (2009a) subdividiu essa classe em três subclasses:
- Subclasse Temnospondyli†
- Subclasse Lepospondyli†
- Subclasse Seymouriamorpha†
- Subclasse Lissamphibia

As subclasses Seymouriamorpha, Lepospondyli e Temnospondyli são constituídas por anfíbios extintos e os anfíbios existentes pertencem à subclasse Lissamphibia ("anfíbios modernos"). Atualmente Lissamphibia está subdivido em três ordens:
- - Ordem Caudata: tetrápodes com cauda e aspecto de lagarto. Ex.: Salamandras, tritões, axolotes;
  - Ordem Anura: corpos curtos sem cauda e com quatro membros. Ex.: sapos, pererecas e rãs;
  - Ordem Gymnophiona (Apoda): anfíbios sem patas. Ex.: Cobras-cegas ou cecílias.

¹Não confundir com Amphisbaenia, Typhlopidae e Leptotyphlopidae, que são répteis sem patas (ou com patas atrofiadas) conhecidos popularmente como "cobras-cegas".

## Anatomia e fisiologia

#### Sistema respiratório
No estágio larval, os anfíbios respiram por brânquias, tal como os peixes. Quando adultos, perdem as brânquias e passam a viver também em ambientes terrestres, sendo que a respiração pulmonar passa a ser sua principal via de obtenção de gases. De acordo com Eurico Santos, há estreitíssimas relações entre brânquias e pulmões, no caso dos anfíbios. Em ambos, ainda segundo o autor, a hematose ocorre de modo idêntico e a superfície pulmonar pode ser considerada, fisiologicamente, como a superfície branquial invaginada, como um dedo de luva que é virado pelo avesso. Vale ressaltar que os alvéolos pulmonares são típicos de mamíferos, de modo que os anfíbios, os quais são menos complexos, realizam trocas gasosas na superfície interna dos pulmões, visto que inexistem estruturas similares aos alvéolos.
O fino, permeável e altamente vascularizado tegumento dos anfíbios também permite a troca de gases, sendo esta modalidade respiratória denominada respiração cutânea. A pele deve, no entanto, necessariamente estar úmida, pois gases não se difundem em superfícies secas. Durante a fase adulta os pulmões são a principal fonte de O2 em anfíbios, embora a pele represente o principal meio de liberação de CO2. Alguns anfíbios, tais como aqueles adaptados à vida em ambiente secos, apresentam normalmente uma respiração quase que inteiramente pulmonar; mesmo aqueles que alternam entre ambientes aquáticos e terrestres podem alternar entre essas modalidades de acordo com a situação.

#### Sistema Circulatório
A circulação nos anfíbios é dita fechada (o sangue sempre permanece em vasos), dupla (há o circuito corpóreo e o circuito pulmonar) e incompleta (já que o coração não possui câmaras especializadas para cada circulação, ou seja, apenas um ventrículo). O coração dos anfíbios apresenta apenas três cavidades: dois átrios, nos quais há chegada de sangue ao coração; e um ventrículo, no qual o sangue é direcionado ao pulmão ou ao corpo do animal.

#### Sistema Excretor
O seu sistema excretor apresenta rins mesonéfricos que são ligados por ureteres à bexiga, que por sua vez está ligada à cloaca. Quando no estado larval o produto de sua excreção é a amônia, porém no estado adulto excretam ureia.

## Reprodução

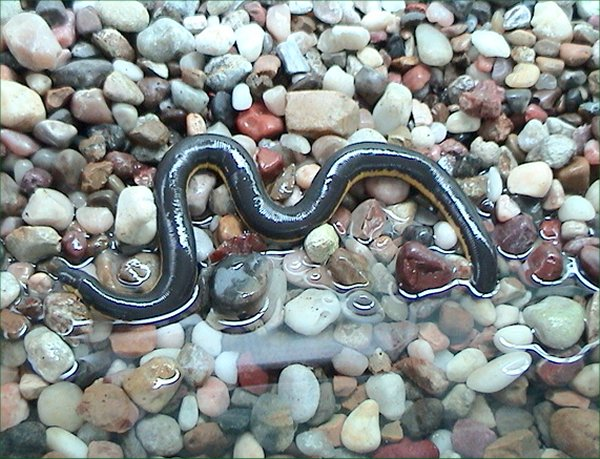
Gymnophiona no zoológico de San Antonio, Texas

Os anfíbios apresentam 39 modos reprodutivos distintos, sendo superados em diversidade de modos reprodutivos apenas pelos peixes.
No modo mais comum, a reprodução dos anfíbios está ligada à água doce, e ocorre nos Anuros sexuadamente por fecundação externa (excetuando-se por duas espécies de rãs norte-americanas do gênero Ascaphus), na qual a fêmea libera óvulos (ainda não fecundados) envoltos em uma massa gelatinosa e o macho então lança seus gâmetas sobre eles para que ocorra a fecundação. A fecundação é externa devido aos machos não possuírem pénis para a introdução. Os ovos formados ficarão em ambiente aquático lêntico (lagos, lagoas e represas) até o nascimento do girino, que captura seu alimento no meio ambiente. Nos Gymnophiona e nos Urodela, a fecundação é realizada internamente. No caso das salamandras (Urodela), o macho encontra a fêmea e inicia um comportamento de cortejo parecido com uma dança, quando o macho deixa no substrato uma cápsula (o espermatóforo) que carrega os gametas masculinos. Com os movimentos do cortejo, o macho induz a fêmea a se colocar sobre o espermatóforo, que então fecunda os óvulos da fêmea internamente a esta.
Nos Anuros, formas mais especializadas de reprodução incluem: girinos que possuem saco vitelínico, ovos colocados sobre a vegetação a vários metros do chão, ovos embebidos no dorso de fêmeas exclusivamente aquáticas, ovos carregados no dorso de machos ou de fêmeas até o nascimento dos girinos, girinos se desenvolvendo no interior do estômago das fêmeas, desenvolvimento direto, ovoviviparidade e viviparidade, entre outros. O desenvolvimento direto ocorre, por exemplo, no género Eleutherodactylus.
Como estão protegidos pela água, os ovos de anfíbios não possuem anexos embrionários adaptativos como o alantoide, sendo essa uma das características que difere a classe dos outros vertebrados terrestres.

## Comunicação vocal
O sistema auditivo dos anfíbios apresenta duas papilas sensoriais no ouvido interno que são importantes para comunicação por vocalização. Em cobras-cegas e salamandras, esse tipo de comunicação foi pouco estudada, no entanto, a salamandra gigante da Califórnia (Dicamptodon ensatus) tem cordas vocais e pode produzir sons parecidos a um chocalho ou latido.
As vocalizações são os principais modos de comunicação em anfíbios anuros. A reprodução depende em grande parte do canto dos machos para atração de fêmeas da mesma espécie, defesa do território e outras interações. Na maioria das espécies, o som é produzido pela expulsão de ar dos pulmões sobre as cordas vocais para um saco vocal. O saco vocal se estende como um balão e transfere o som para a atmosfera do ambiente no qual o animal está inserido. Normalmente, apenas os machos vocalizam e os sacos vocais variam em forma e tamanho entre as espécies mas nem todas as espécies apresentam essa estrutura.
Os anuros apresentam um sistema de recepção acústica que lhes permitem discriminar o som emitido por diferentes espécies, até mesmo distinção individual. As vocalizações são espécie-específicas, ou seja, cada espécie produz um determinado tipo de som que pode ser útil para sua identificação, além de produzirem uma variedade de cantos dependendo da situação em que estão envolvidos.
Cada parte do canto transmite informações específicas do emissor. A partir de um espectrograma de som, são medidas características temporais (por exemplo: duração do canto, intervalo entre cantos, notas, pulsos) e espectrais (por exemplo: frequências), usados para comparar vocalizações de diferentes espécies ou para estudar variações intraespecíficas.
As vocalizações dos anuros são classificadas em 13 tipos distintos de cantos em 3 categorias principais de acordo com seu contexto social: cantos agressivos, cantos defensivos e cantos para reprodução. Todos eles podem transmitir a localização e informam o tamanho individual, por exemplo, anuros maiores emitem sons com frequências (Hz) menores, enquanto as espécies menores vocalizam em frequências mais altas.
A vocalização mais estudada e frequentemente ouvida é o canto de anúncio, que tem como objetivo atrair fêmeas da mesma espécie e comunicar outros machos do seu território, em épocas reprodutivas. Outros cantos são emitidos quando, por exemplo, tentativas de amplexo indesejadas são feitas em um macho, além disso, quando o animal é atacado por um predador, um canto de susto semelhante a um grito é emitido. Em todos os casos, apesar de facilitarem a comunicação entre os anuros, a emissão de sinais acústicos carrega o risco de atrair predadores e envolvem um gasto muito grande de energia.

## Coloração em anfíbios
Anfíbios apresentam uma enorme variação de cores na pele, as quais podem variar em tons, intensidades e padrões. Isto é consequência da combinação de células pigmentares na derme desses animais que são originadas a partir da crista neural durante o desenvolvimento embrionário, denominadas cromatóforos. A coloração é uma característica essencial para os anfíbios pois confere a esses animais diversas estratégias de defesa e contribui na manutenção da homeostase, sendo inclusive capaz de ser alterada em pouco tempo para esses fins. Alguns estudos sugerem que a cor poderia atuar também na comunicação entre anfíbios, sendo um importante fator na seleção de parceiros.
Os resultados visíveis na cor desses animais derivam da associação entre diferentes cromatóforos ou ausência de alguns deles. Em anfíbios, observa-se 5 diferentes classes de cromatóforos: xantóforos (que possui pigmento amarelo de pteridina), eritróforos (pigmento avermelhado derivado de carotenoides), iridóforos (com cristais compostos principalmente por guanina,  que refletem a luz), melanóforos (com melanina, de coloração preta ou marrom) e cianóforos, sendo os últimos mais raros neste grupo de animais. Recentemente, descobriu-se que o fenômeno de biofluorescência está presente em anfíbios e que pode estar associação com essas células.
Além de promoverem inúmeras cores em anfíbios, essas células pigmentares também são capazes de produzir diversos padrões de coloração entre diferentes espécies e na mesma espécie, que podem manifestar um único ou uma combinação de padrões, sendo os principais descritos na tabela abaixo:
| Padrão            | Descrição | Exemplo |
| ----------------- | --- | ------- |
| Listras ou bandas | Linhas transversais ou longitudinais que contrastam com a coloração principal                                        |         |
| Reticulado        | Rede interligada que contrasta com a coloração predominante                                                          |         |
| Pontos            | Marcas regulares e arredondadas, pequenas ou médias, diferentes da coloração principal                               |         |
| Manchado          | Manchas de tamanho e formato variados                                                                                |         |
| Ocelado           | Manchas de tamanho e formato variados contornadas por uma fina linha de cor diferenciada, permitindo maior contraste |         |

## Estratégias de defesa
A coloração da pele dos anfíbios, geralmente é relacionada a mecanismos de defesa, que podem ser divididos em dois grupos principais: a coloração críptica e a coloração aposemática.

### Coloração críptica

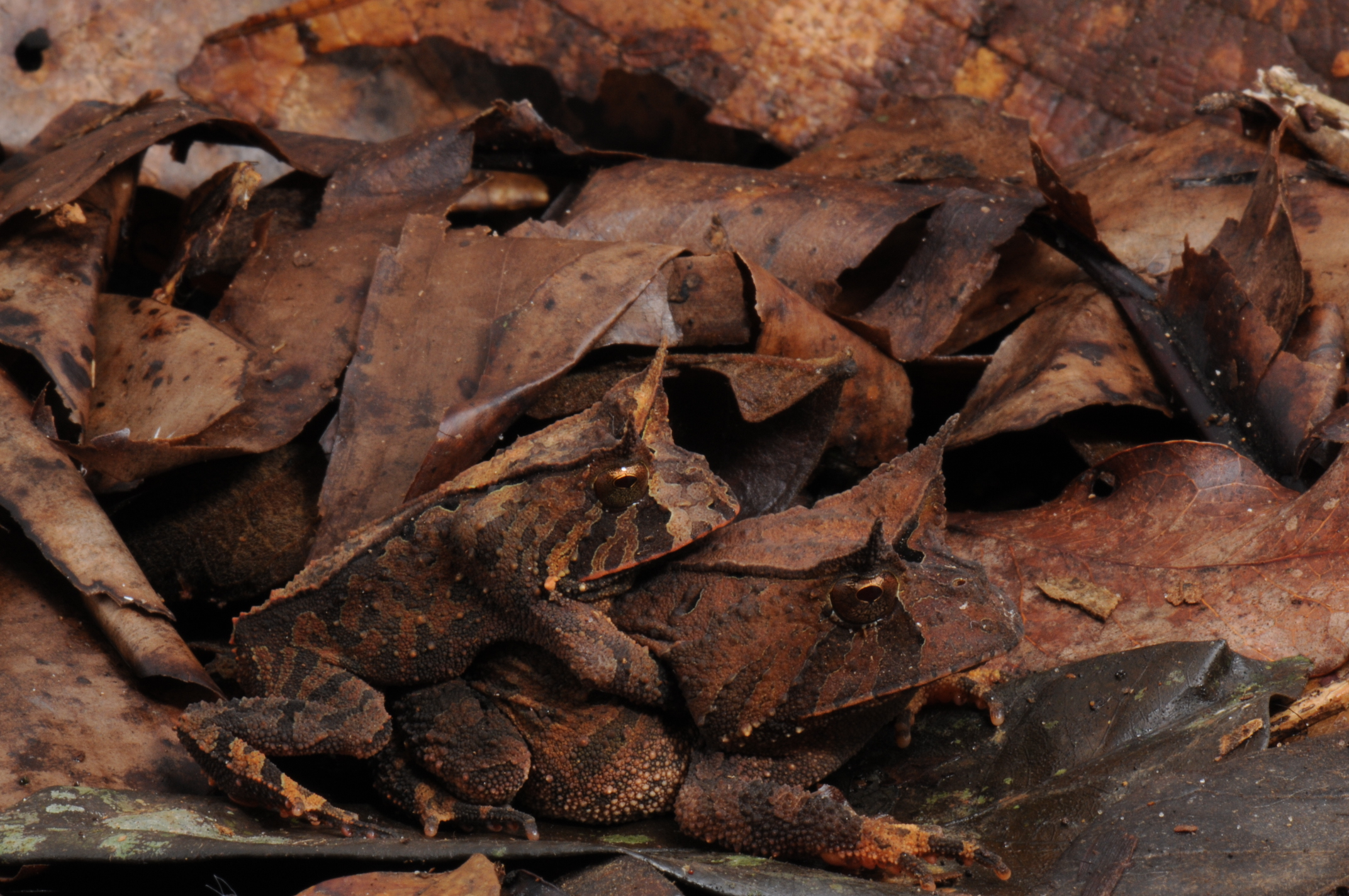
Dois indivíduos da espécie Proceratophrys renalis

A coloração críptica permite que as espécies fiquem camufladas, de modo que a coloração e a forma do animal o tornam similar à aparência do ambiente em que vive. Quando o animal está imóvel ou movendo-se lentamente, a coloração críptica tende a ser efetiva em evitar que seja detectado por predadores que são orientados visualmente.

Cores disruptivas formando padrões de listras, manchas, faixas ou pontos permitem uma camuflagem mais efetiva, interrompendo o contorno do indivíduo, tornando difícil detectar o animal, especialmente contra o substrato com cores heterogêneas. Os padrões de cores podem variar mesmo dentro de uma espécie, esse polimorfismo é observado, por exemplo em algumas espécies de Proceratophrys, que podem se camuflar sobre a serrapilheira. 

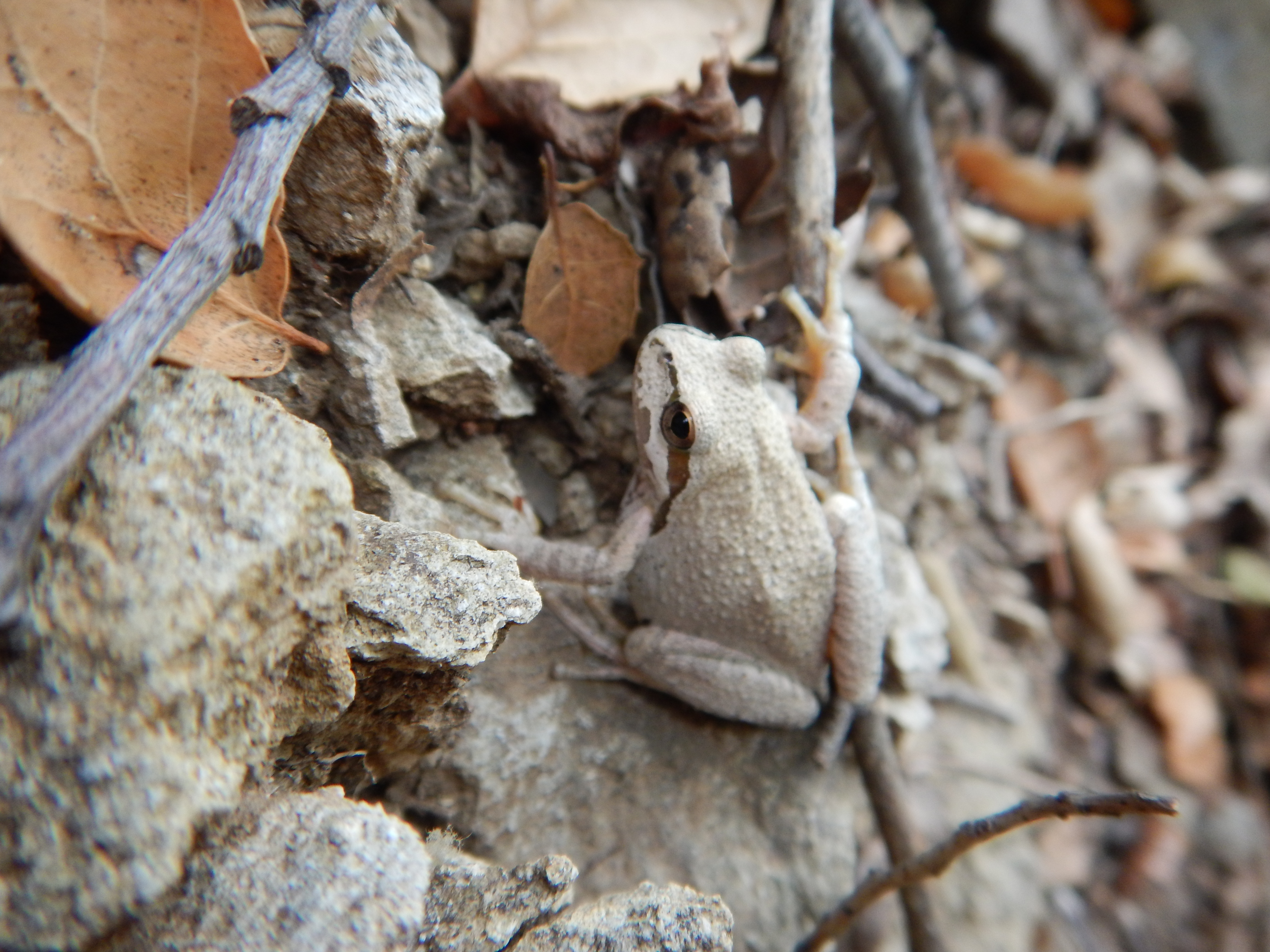
Perereca-do-pacífico Pseudacris regilla

Características diferenciadas na forma do corpo aumentam os efeitos da coloração críptica. Diversos anfíbios têm seus corpos achatados como os sapos do gênero Pipa. O achatamento faz com que se torne difícil visualizar as bordas do corpo, quando esses animais estão descansando sobre uma superfície. Apêndices nas bordas do corpo, como processos supraciliares, franjas recortadas e diversos tipos de verrugas e tubérculos são modificações que, combinadas à coloração, aumentam o efeito da cripsia.
Animais de espécies polimórficas, em que os indivíduos apresentam variação na coloração, podem muitas vezes escolher porções do micro hábitat que mais combinam com a sua coloração. Em um estudo com pererecas-do-pacífico (Pseudacris regilla) que apresentavam as cores verde e marrom, por exemplo, os animais geralmente repousavam sobre substratos que combinavam com a própria cor; animais verdes no substrato verde a animais marrons sobre o substrato marrom.

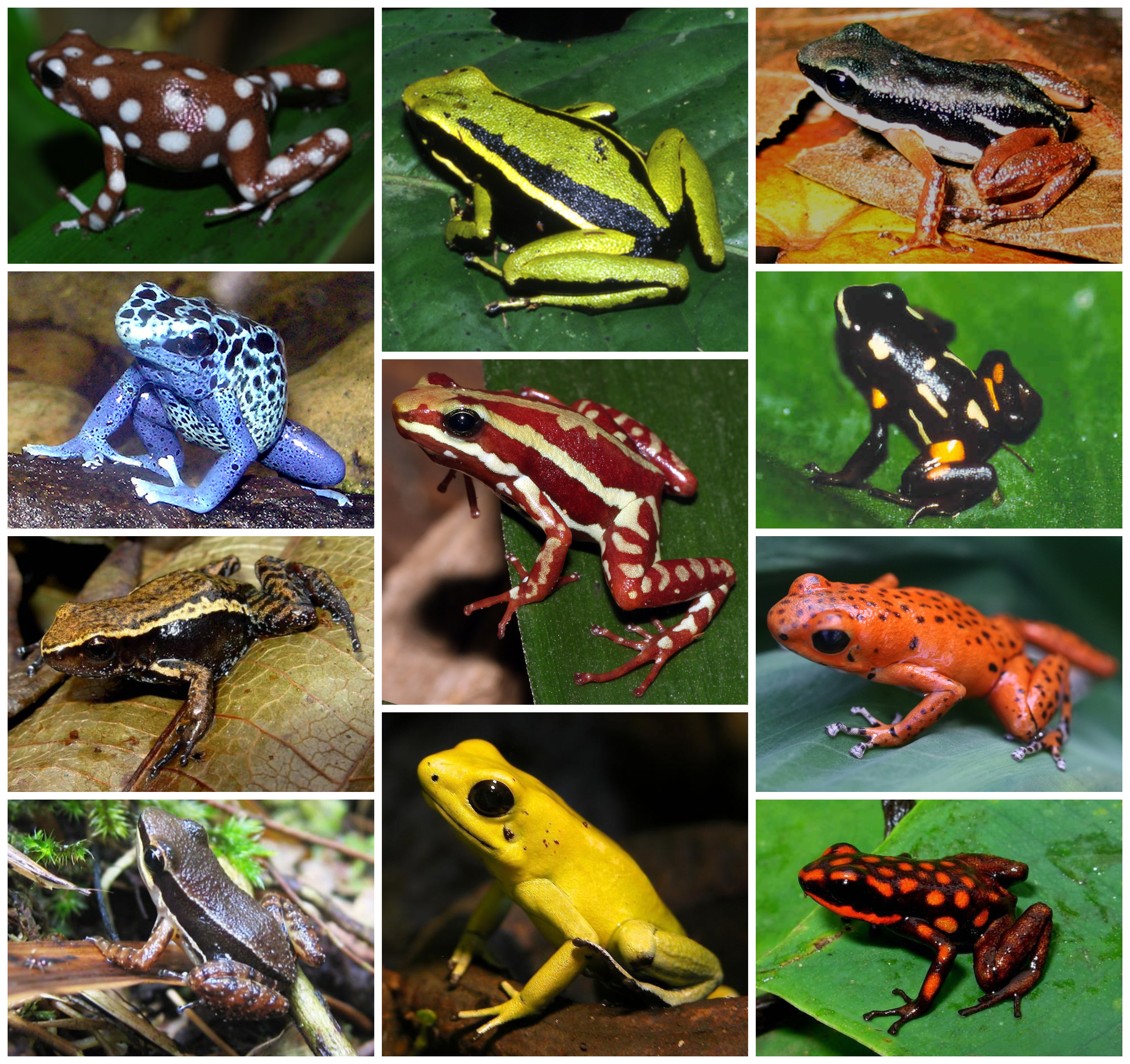
Diversidade de cores e padrões em espécies de Dendrobatidae

### Coloração aposemática
A coloração aposemática, diferente da críptica, faz com que as espécies exibam uma coloração viva e contrastante com o substrato onde se encontram. Essa coloração é chamada de aposemática quando associada a compostos impalatáveis ou tóxicos, sendo um alerta honesto para desestimular o predador. Espécies predadoras podem desenvolver ou aprender meios de reconhecer esses alertas, evitando presas em potencial que exibam esse tipo de coloração. Diversas espécies de anfíbios apresentam cores aposemáticas, entre salamandras e anuros, alguns exemplos bem conhecidos são encontrados na família dos Dendrobatidae, que ocorrem em florestas úmidas da América Central e América do Sul.

### Mimetismo
Muitos casos de mimetismo são conhecidos entre os anfíbios. A salamandra Notophthalmus viridescens tem um estágio juvenil e terrestre chamado eft vermelho, que tem a toxinas na pele, não sendo predada por aves. Outras salamandras com estágio adulto terrestre com a pele vermelha, como Pseudotriton ruber, que ocorrem nas mesmas localidades de  N. viridescens são beneficiadas sendo menos atacadas por aves.
Outro caso interessante de mimetismo ocorre entre Ameerega picta (Dendrobatidae) com cores aposemáticas, e Leptodactylus lineatus (Leptodactylidae). Acreditava-se que entre as duas espécies, ocorresse um caso de mimetismo Batesiano, em que L. lineatus não tivesse toxinas, sendo mímico de A. picta em seu padrão de cores. Porém foi descoberto que L. lineatus apresenta glândulas de toxina concentradas nos padrões coloridos em seu dorso, o que sugere um caso de mimetismo Müleriano, onde ambas as espécies são mímico e modelo um do outro.

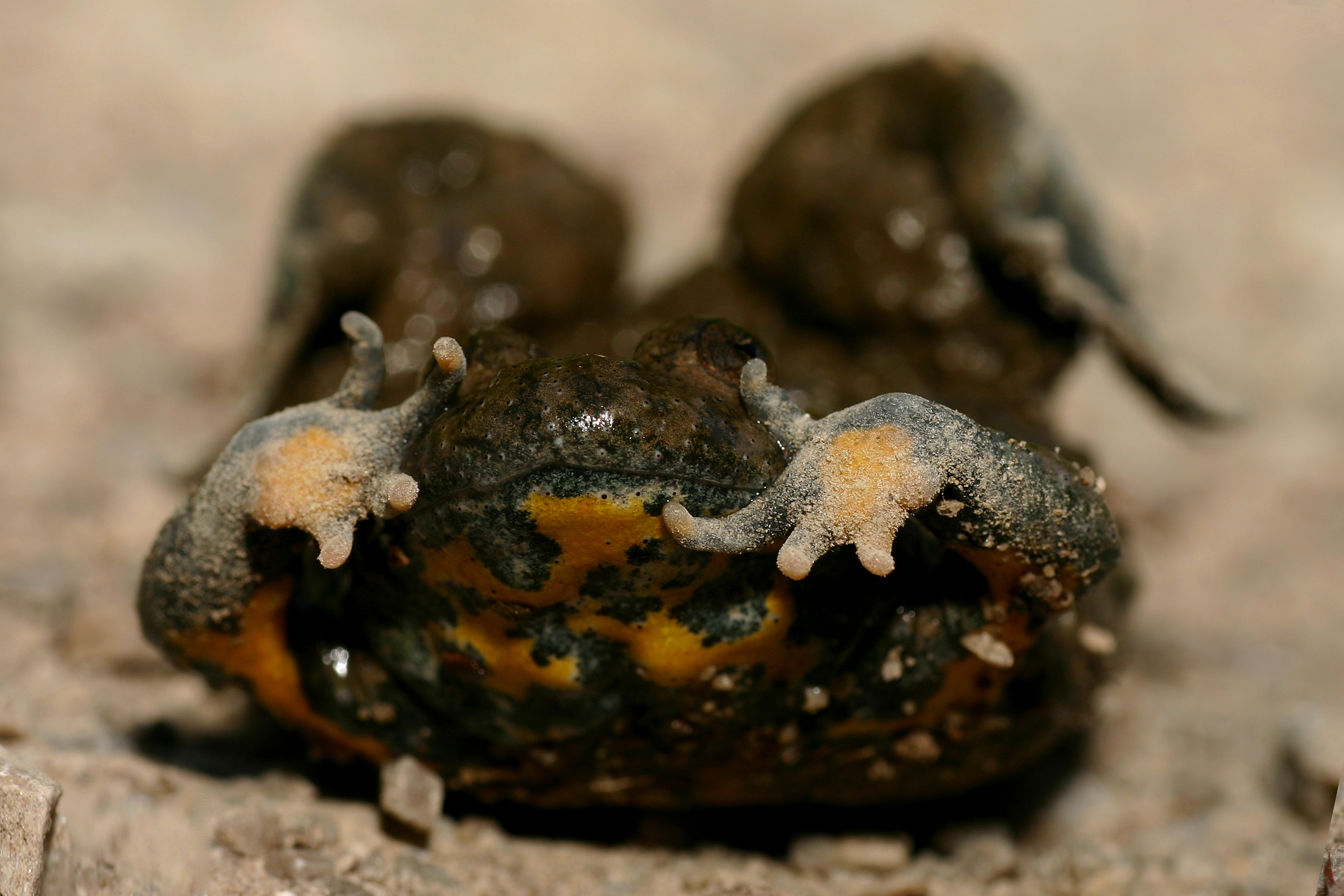
Bombina variegata em posição de defesa: reflexo unken

### ReflexoUnkene Comportamento deimático
O reflexo unken é uma resposta comportamental à predação. Existem espécies que apresentam coloração críptica no dorso e cores aposemáticas no ventre. Dessa forma, quando ameaçados ou atacados, esses animais arqueiam a cabeça para trás e elevam os membros, exibindo as cores vivas das laterais e do ventre, alertando o predador de sua toxicidade. Esse comportamento foi descrito primeiramente em Bombina, e é observado em diversas espécies de caudados e anuros.
O comportamento deimático é outra forma interessante de resposta à predação encontrada em algumas espécies de rãs, como a rã-quatro-olhos (Physalaemus nattereri). Trata-se de uma mudança na postura de modo a exibir estruturas de defesa. Essas rãs apresentam duas manchas semelhantes a olhos grandes sobre as glândulas inguinais, e quando se sentem ameaçadas, abaixam a cabeça, inflando os pulmões e elevando a parte posterior do corpo, evidenciando as manchas ocelares com a secreção das glândulas. Para o predador, esse comportamento pode simular um animal maior e potencialmente perigoso ou simplesmente direcionar a atenção do predador para as áreas do corpo onde existem substâncias tóxicas.

## Mudança de coloração

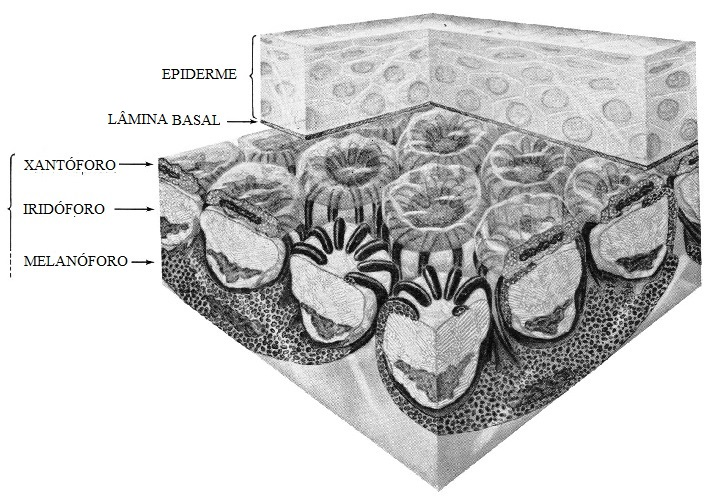
Representação esquemática de UCD. Retirado e traduzido de Bagnara et al. (1968).

A capacidade de mudar de cor é variável de uma espécie para outra. Mudar de cor pode ser um processo lento, que leva alguns meses, ou rápido, podendo acontecer em questão de horas e, em casos especiais, minutos. De forma geral, o processo rápido, também chamado de mudança de cor fisiológica, está associado a mecanismos de adequação ao ambiente, ao passo que as mudanças de cor que ocorrem mais lentamente estão associadas a processos ontogenéticos.
No geral, a mudança de cor fisiológica nos anfíbios é mediada por xantóforos, iridóforos e melanóforos, que formam uma estrutura denominada unidade de cromatóforo dérmico (UCD). Morfologicamente, verifica-se os cromatóforos organizados em camadas. Os xantóforos são os elementos mais externos, sendo encontrados logo abaixo da lâmina basal. Sob eles estão os iridóforos e, por fim, abaixo deles encontram-se os melanóforos. Dos melanóforos são estendidos processos ao redor dos iridóforos com estruturas semelhantes a dedos que ocupam o espaço entre os xantóforos e iridóforos.
Para realizar determinadas funções ou mesmo durante seu processo ontogenético, os anfíbios necessitam realizar a alteração de sua coloração. Isto depende de um controle bastante organizado e complexo que pode incluir a ação do sistema endócrino, do sistema nervoso ou de ambos, tanto nas mudanças rápidas como nas mudanças lentas. Neurotransmissores e hormônios participam da regulação das respostas dos cromatóforos, estimulando a agregação e a dispersão dos grânulos de pigmento dentro dos cromatóforos, incluindo o α-hormônio estimulador de melanócitos (α-MSH), a melatonina, a noradrenalina entre outros.

#### α-Hormônio estimulador de melanócitos (α-MSH)
O α-MSH, desempenha um papel fundamental na adaptação da cor da pele dos anfíbios. A pele destes animais possui vários peptídeos reguladores que estimulam a liberação de α-MSH da pars intermedia da hipófise. Informações sobre o ambiente são processadas por vários centros cerebrais, no hipotálamo, que eventualmente controlam a atividade da célula melanotrófica em relação à produção e secreção de α-MSH, ativando-a ou inibindo-a. Por fim, o hormônio é transportado até os cromatóforos pela circulação. Nos melanóforos e eritróforos, e em alguns xantóforos, o α-MSH promove a dispersão dos grânulos de pigmento, o que modifica a cor do tegumento.

#### Melatonina
A melatonina também desempenha um papel na mudança de cor dos anfíbios. Acredita-se que a pineal controle o ritmo circadiano da mudança de cor em muitos vertebrados, promovendo um clareamento noturno através da secreção de melatonina, que atinge seu pico à noite. Observou-se que a pinealectomia (excisão cirúrgica da glândula pineal) e a exposição à luz constante inibe o ritmo diário de mudança de cor em Xenopus laevis. Nesta mesma espécie, notou-se que, em girinos, melanóforos sensíveis à luz da cauda e os melanóforos insensíveis à luz da meninge respondem à melatonina. Em Rana (Lithobates) pipiens e Rhinella icterica, a ativação dos receptores de melatonina também desencadeia a agregação de melanossomos. Entretanto, não houve mais nenhum relato sobre a existência de um ritmo circadiano ou sazonal de mudança de cor em anfíbios, exceto Xenopus laevis.

#### Noradrenalina
Noradrenalina, pode induzir tanto a agregação quanto a dispersão em melanóforos de anfíbios, pois o processo depende da espécie e tipo de receptor envolvidos. Receptores α-adrenérgicos na pele de Rana (Lithobates) pipiens, são responsáveis por uma reação de agregação, enquanto a ativação de receptores  β-adrenéricos na pele de Xenopus laevis resulta na dispersão do pigmento.
Uma relação mais simplificada de outros sinalizadores envolvidos nos processos de mudança de coloração pode ser vista na tabela abaixo:

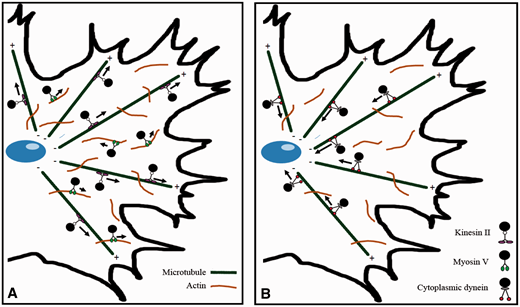
Transporte de melanossomo durante a dispersão (A) e agregação (B). De Ligon & McCartney, 2016

| Sinalizador                             | Efeito |
| --------------------------------------- | --- |
| Acetilcolina                            | Dispersão ou agregação em melanóforos, dependendo da concentração e da espécie (agregação em Rana (Lithobates) pipiens e dispersao ou agregação em Hoplobatrachus tigerinus)                                             |
| Adrenalina                              | Dispersão ou agregação em melanóforos, dependendo do receptor e da espécie (agregação em receptores α-adrenérgicos em Hoplobatrachus tigerinus e dispersão em receptores β-adrenéricos em Rana (Lithobates) catesbeiana) |
| ACTH                                    | Dispersão em xantóforos de Rana (Lithobates) catesbeiana |
| Endotelinas 2 e 3                       | Dispersão em melanóforos observada em várias espécies |
| Histamina                               | Agregação em melanóforos de Hoplobatrachus tigerinus |
| 2-metil histamina                       | Agregação em melanóforos de Hoplobatrachus tigerinus |
| 4-metil histamina                       | Dispersão em melanóforos de Hoplobatrachus tigerinus |
| Hormônio concentrador de melanina (MCH) | Dispersão em melanóforos observada em várias espécies |
| Progesterona                            | Dispersão em melanóforos de Rana (Lithobates) pipiens |
| Serotonina                              | Dispersão em melanóforos observada em várias espécies |
| Testosterona                            | Dispersão em melanóforos de Rana (Lithobates) pipiens |

#### O papel do citoesqueleto
O processo de mudança de coloração fisiológica envolve o movimento intracelular com atuação do citoesqueleto. A motilidade dos pigmentos ocorrerá, primeiramente, por meio da identificação de um estímulo em receptor da membrana plasmática, seguida da potencialização do sinal por mensageiros secundários, como o cAMP. Em diante, uma maior concentração de cAMP promove a ativação proteínas quinase A que, por sua vez, fosforilam a actina onde estão ligados os grânulos de pigmento. Assim, o complexo proteína-pigmento se desprende do citoesqueleto, permitindo a conexão e transporte com as cinesinas em direção à periferia celular. Por outro lado, quando a proteína quinase A é desativada, ocorre a desfosforilação da actina, permitindo que a dineína transporte os pigmentos para o centro da célula. Este modelo é simples, mas permite generalização para compreender como sinais extracelulares podem desencadear uma cascata de reações intracelulares que regula a associação entre grânulos de pigmento e proteínas motoras para iniciar a mudança de cor.

### Controle homeostático envolvendo mudança de cor
A coloração dos anfíbios, além de ter função na defesa contra predadores, pode agir como um meio de manter a homeostase desses animais em questão de temperatura e proteção contra raios UV.

#### Termorregulação e desidratação

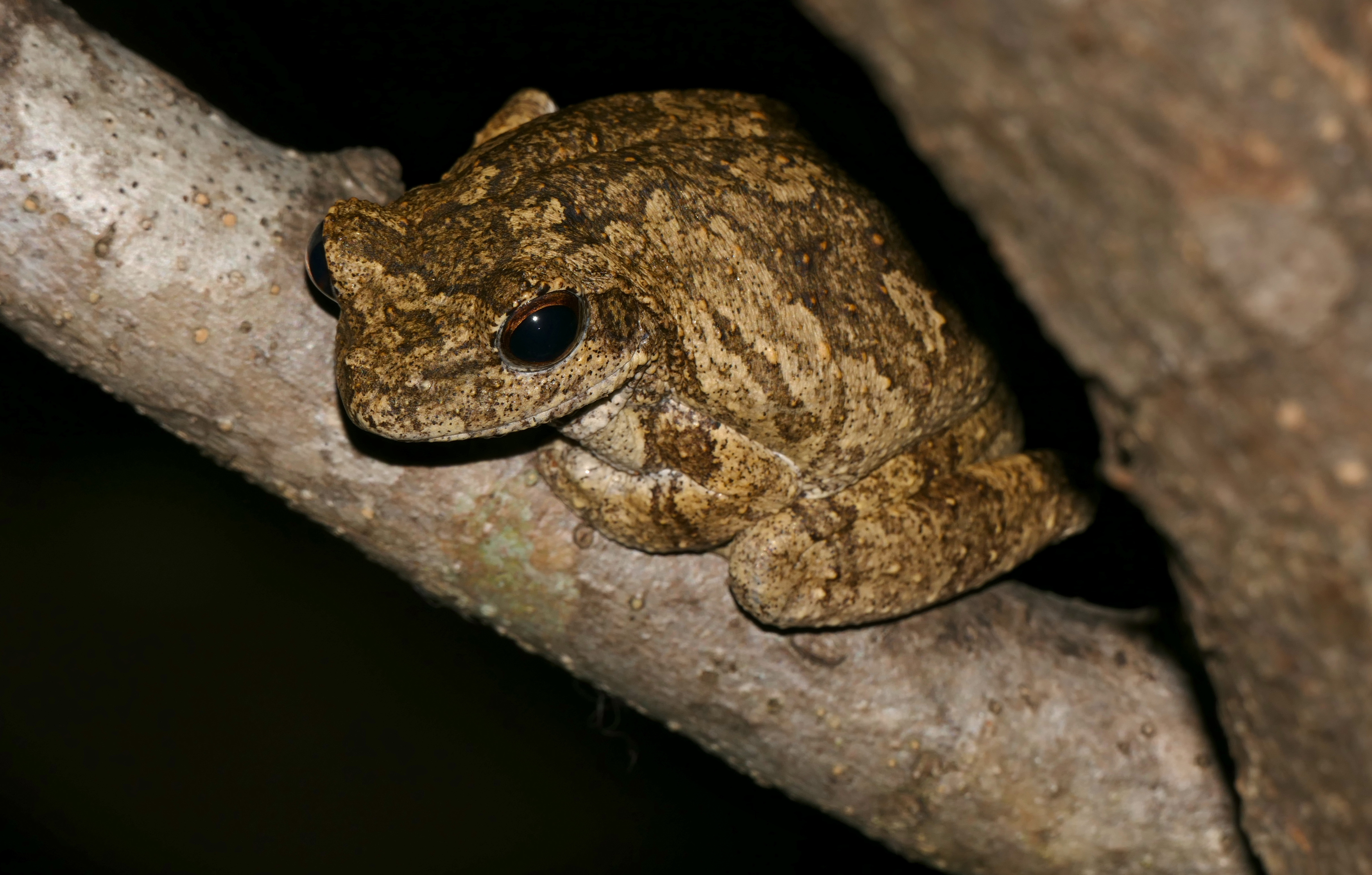
Chiromantis xerampelina

Um dos grandes desafios para a vida de um anfíbio é a desidratação. Estes animais têm uma tolerância de até 45% de perda de água; entretanto, pelo fato de sua pele ser fina, dependente de umidade e realizar trocas gasosas, esta perda é muito expressiva. De certo modo, relacionado a esta condição, há o registro de muitas linhagens de anfíbios que adquiriram durante sua história natural adaptações para evitar a perda expressiva de água, sendo uma delas a mudança de coloração.

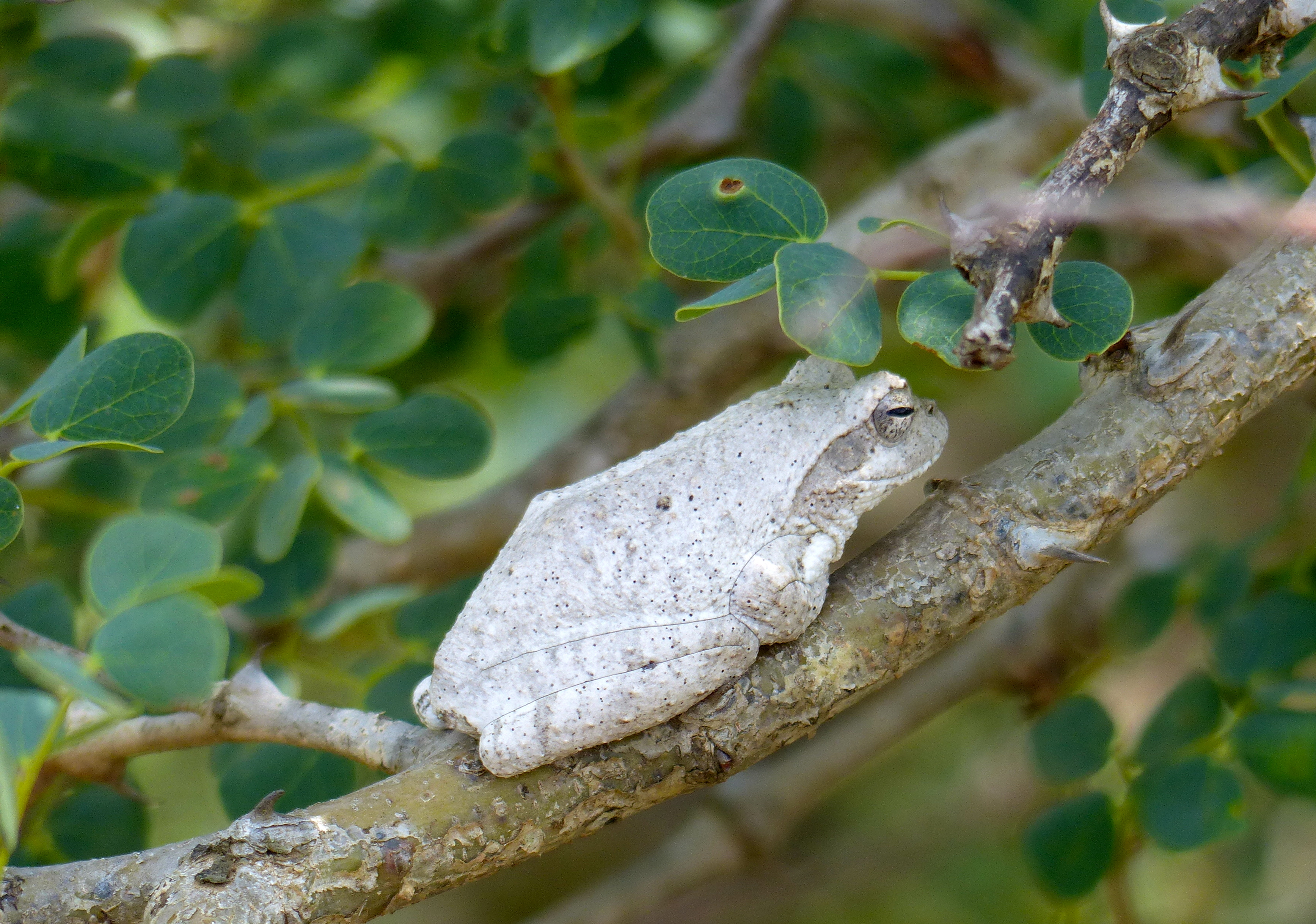
Chiromantis xerampelina

A espécie Chiromantis xerampelina, por exemplo, apresenta coloração castanha escura, quase preta, até uma temperatura ambiente de 36 °C. Acima desta temperatura os indivíduos desta espécie assumem uma coloração quase branca. Tal fenômeno se associa com o poder refletivo das duas cores: a coloração clara faz com que o anfíbio reflita mais energia luminosa e assim não se aqueça tanto, o que ajuda o animal a se manter com uma temperatura menor do que a temperatura do ambiente e, consequentemente, sofrer menos com a desidratação. Isso se dá, pois, as cores mais escuras são capazes de absorver mais energia que as cores mais claras, deste modo a absorção de calor via luz solar pode ser controlada por mudanças fisiológicas relacionadas à coloração da pele. Na espécie B. alvarengai foi constatado que a mudança de coloração ocorre antes mesmo que a temperatura se altere, o que dá a entender que, ao menos nesse caso, se trata de uma resposta que se dá em função da exposição à luz solar.

#### Proteção contra raios solares ultravioleta
A radiação ultravioleta em excesso é danosa para anfíbios e seu efeito pode ser letal ou subletal. A exposição a radiação ultravioleta maior que o habitual prejudica o desenvolvimento das larvas expostas, essas costumam ser menores e menos desenvolvidas se comparado com larvas de mesma idade e que não foram expostas. Estudos envolvendo populações de rã-touro americana apontaram que, sob exposição de expressivo aumento de radiação UV-B, há o escurecimento do corpo de larvas, além do comportamento de refúgio. Deste modo, é possível concluir que há uma resposta fisiológica de mudança de coloração a fim de manter a homeostase, protegendo o animal de radiação UV-B.

## Influência da coloração na reprodução
Alguns estudos sugerem que a coloração e mudança de coloração em anfíbios podem estar associadas também a sinalização visual e comunicação durante o processo reprodutivo. Verificou-se, por exemplo, que machos da espécie Mannophryne trinitatis se tornam mais escuros durante a corte, além de se comunicarem através da vocalização.
Outro caso curioso é o que se observou em Litoria wilcoxii, que apresenta uma mudança de marrom para amarelo brilhante durante a estação reprodutiva. O processo chama atenção por promover uma alteração de cor em apenas 5 minutos depois que os machos entram em amplexo.
Sugeriu-se também que o recém-descoberto fenômeno de biofluorescência em anfíbios pode servir a funções semelhantes. Por exemplo, sabe-se que a região cloacal de algumas salamandras, alvo comum de comportamentos investigativos durante a corte destes animais, realizam emissões dentro da faixa de luz verde sob a luz de excitação azul, o que os diferenciaria da vegetação de fundo que fica amarela ou vermelha fluorescente.
Apesar dos inúmeros exemplos que possam existir a respeito de como anfíbios poderiam utilizar suas cores e as mudanças delas para a reprodução, esta é uma área que para entendê-la, é importante também compreender como a visão desses animais participa do processo. Experimentos apontam que o uso da cor pelos anfíbios depende do contexto e dos níveis de luz.

## Fluorescência em anfíbios

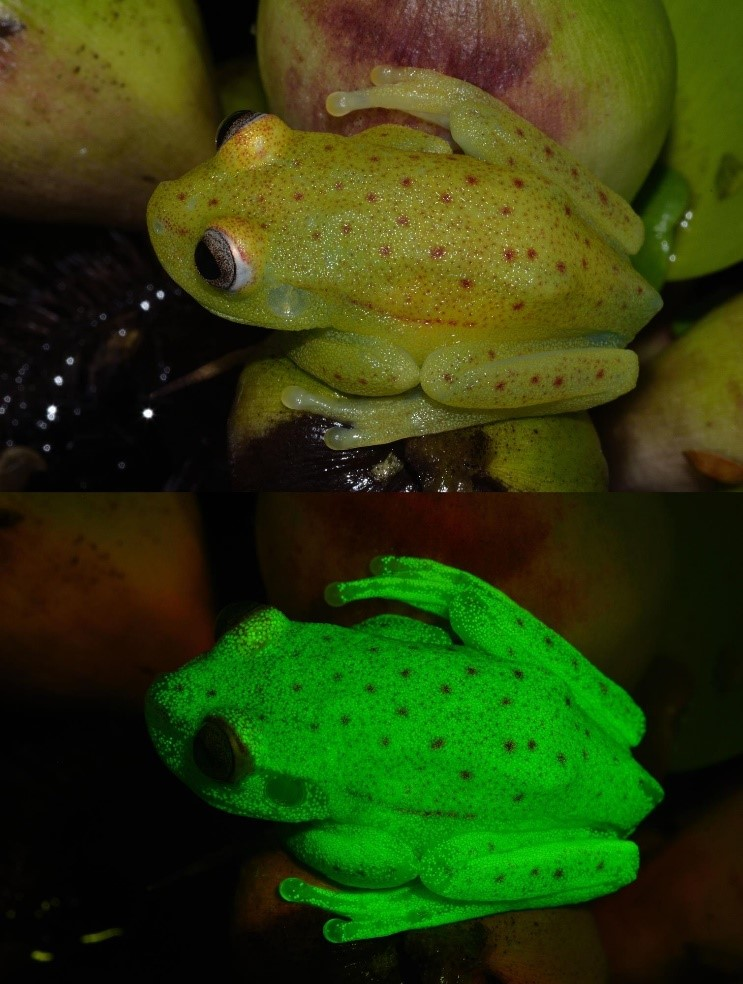
Boana punctata sob luz branca (imagem superior) e luz azul (imagem inferior). De Taboada et al., 2017.

Até recentemente o fenômeno de biofluorescência era desconhecido em anfíbios. Esse fenômeno resulta da interação da luz com pigmentos, substâncias ou estruturas da pele, que absorvem uma luz com comprimento de onda menor e com mais energia, e reemitem em uma luz com comprimento de onda maior, porém menos energético. Entretanto, em 2017, foi descoberto por um grupo de pesquisadores brasileiros e argentinos que a biofluorescencia pode ser observada na perereca Boana punctata. A luz é absorvida por moléculas presentes na pele e tecido linfático da perereca, denominadas de hyloin-L1, hyloin-L2, hyloin-L3. A pele fina e quase transparente desses animais permite que eles obtenham uma coloração verde fluorescente ao serem iluminadas com luz ultravioleta.
Agora, sabe-se que o fenômeno pode ser observado em diversos anfíbios, incluindo anuros, caudados e cecílias. Notou-se que anfíbios fluorescem de verde a amarelo em resposta à luz azul (440-460 nm) e à luz ultravioleta (360-380 nm), mas a luz biofluorescente emitida sob excitação azul é mais intensa.
A coloração verde fluorescente em resposta à luz de excitação azul é significantemente disseminada e variável entre os táxons de Amphibia. Aponta-se que este fenômeno está presente em todo o clado dos caudados. Também foi constatada a presença de biofluorescência em cecílias e em linhagens de rãs, o que sugere que a biofluorescência é disseminada nesses grupos e que, provavelmente, este processo apareceu no início da história evolutiva dos anfíbios.
Acredita-se que biofluorescência associada a cores fortes pode ser o resultado de elementos químicos e estruturais da unidade cromatóforo dérmico, já que alguns pigmentos, como pterinas e carotenoides, e estruturas reflexivas contendo guanina mostraram fluorescência. Entretanto, não se descarta a possibilidade de haver outras fontes de fluorescência nestes animais independente de seus sistemas pigmentares.

## Exemplos
- Perereca-araponga
- Sapo-cururu
- Sapinho-da-folhagem
- Sapinha-da-restinga
- Sapo-da-floresta
- Sapo-de-unha-negra
- Sapo-corredor
- Salamandra-gigante
- Salamandra-de-fogo
- Rã Doméstica